# Arthur Holt
Arthur Frederick Holt (ur. 8 sierpnia 1914, zm. 23 sierpnia 1995) – brytyjski polityk Partii Liberalnej, deputowany Izby Gmin.

## Działalność polityczna
W okresie od 25 października 1951 do 15 października 1964 reprezentował okręg wyborczy Bolton West w brytyjskiej Izbie Gmin.